# Lugalanemundu

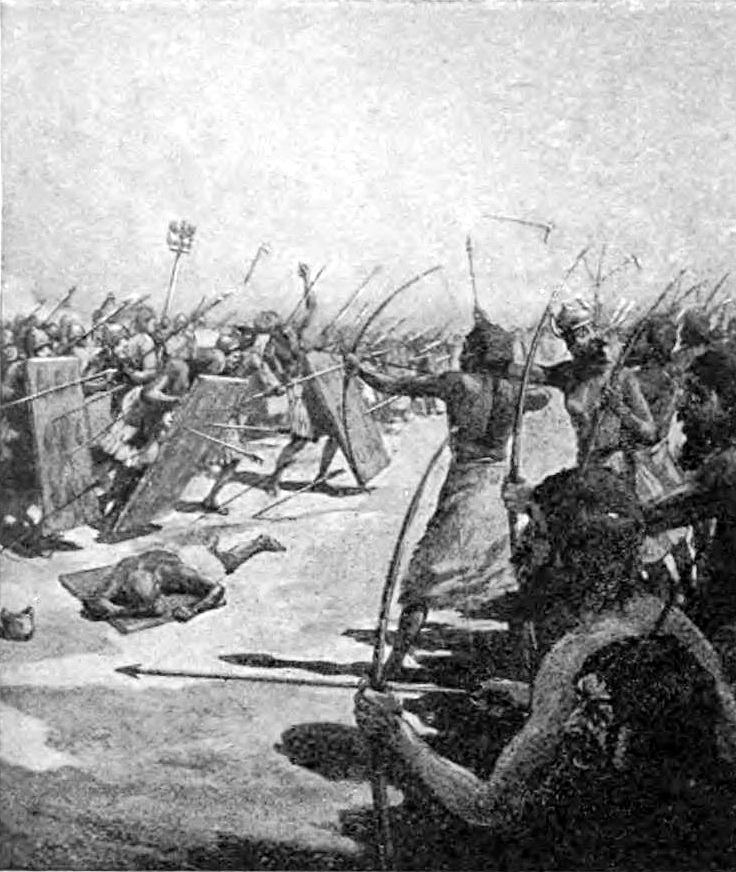
Batalha entre os sumérios (à esquerda) e semitas (à direita) armados com arcos e flechas.

Lugalanemundu ou Lugalane (em sumério: 𒈗𒀭𒉌𒈬𒌦𒆕; romaniz.: lugal-an-ne₂-mu-un-du₃) foi um rei mais importante de Adabe na Suméria. Diz-se que ele teve um reinado de 90 anos, uma informação que pertence aos confins entre o mito e a história, como muitos dos outros contido na Lista dos reis da Suméria. Ele mantinha o título de "Rei dos Quatro Cantos do Universo" e como governante, "aquele que fez todas as terras estrangeiras pagarem os seus tributos, fez paz com todas as terras, fez templos para grandes deuses e aquele que restaurou a Suméria". Diz-se em algumas inscrições que seu império incluiu as províncias de Elão, Marasi, Gutium, Subartu, a "Terra da montanha de cedro" (Líbano), Amurru ou Martu, "Sutium" (?)  e a "Montanha de Eana" (Uruque e seu zigurate [?]). Também menciona ter enfrentado uma coalizão de 13 governadores ou chefes rebeldes, liderados por Migirenlil de Marasi, já que seus nomes são considerados semitas.